# Herrarnas dubbelsculler i rodd vid olympiska sommarspelen 2016
Herrarnas dubbelsculler i rodd vid olympiska sommarspelen 2016 avgjordes mellan den 6 och 11 augusti 2016 i Rio de Janeiro.

## Resultat

### Försöksheat
De tre första i varje försöksheat gick vidare till semifinal medan övriga gick till återkvalet.

#### Försöksheat 1
| Placering | Roddare                            | Land           | Tid     | Noteringar |
| --------- | ---------------------------------- | -------------- | ------- | ---------- |
| 1         | Robbie Manson Chris Harris         | Nya Zeeland    | 6.40,35 | SA/B       |
| 2         | Aleksandar Aleksandrov Boris Yotov | Azerbajdzjan   | 6.40,52 | SA/B       |
| 3         | Francesco Fossi Romano Battisti    | Italien        | 6.42,33 | SA/B       |
| 4         | Jonathan Walton John Collins       | Storbritannien | 6.43,93 | R          |
| 5         | Eduardo Rubio Adrián Oquendo       | Kuba           | 6.52,20 | R          |

#### Försöksheat 2
| Placering | Roddare                            | Land      | Tid     | Noteringar |
| --------- | ---------------------------------- | --------- | ------- | ---------- |
| 1         | Mindaugas Griškonis Saulius Ritter | Litauen   | 6.29,11 | SA/B       |
| 2         | Kjetil Borch Olaf Tufte            | Norge     | 6.30,58 | SA/B       |
| 3         | Marcel Hacker Stephan Krüger       | Tyskland  | 6.31,85 | SA/B       |
| 4         | Georgi Bozhilov Kristian Vasilev   | Bulgarien | 6.44,31 | R          |

#### Försöksheat 3
| Placering | Roddare                           | Land       | Tid     | Noteringar |
| --------- | --------------------------------- | ---------- | ------- | ---------- |
| 1         | Martin Sinković Valent Sinković   | Kroatien   | 6.30,09 | SA/B       |
| 2         | Hugo Boucheron Matthieu Androdias | Frankrike  | 6.33,03 | SA/B       |
| 3         | David Watts Chris Morgan          | Australien | 6.36,39 | SA/B       |
| 4         | Marko Marjanovic Andrija Sljukic  | Serbien    | 7.07,29 | R          |

### Återkval
De tre första i återkvalet gick vidare till semifinal.
| Placering | Roddare                          | Land           | Tid     | Noteringar |
| --------- | -------------------------------- | -------------- | ------- | ---------- |
| 1         | Jonathan Walton John Collins     | Storbritannien | 6.19,60 | SA/B       |
| 2         | Georgi Bozhilov Kristian Vasilev | Bulgarien      | 6.20,56 | SA/B       |
| 3         | Marko Marjanovic Andrija Sljukic | Serbien        | 6.20,62 | SA/B       |
| 4         | Eduardo Rubio Adrián Oquendo     | Kuba           | 6.21,52 |            |

### Semifinaler
De tre första i varje semifinal gick vidare till A-finalen.

#### Semifinal 1
| Placering | Roddare                          | Land           | Tid     | Noteringar |
| --------- | -------------------------------- | -------------- | ------- | ---------- |
| 1         | Martin Sinković Valent Sinković  | Kroatien       | 6.12,27 | FA         |
| 2         | Kjetil Borch Olaf Tufte          | Norge          | 6.13,50 | FA         |
| 3         | Jonathan Walton John Collins     | Storbritannien | 6.13,83 | FA         |
| 4         | Robbie Manson Chris Harris       | Nya Zeeland    | 6.17,01 | FB         |
| 5         | David Watts Chris Morgan         | Australien     | 6.19,36 | FB         |
| 6         | Georgi Bozhilov Kristian Vasilev | Bulgarien      | 6.47,00 | FB         |

#### Semifinal 2
| Placering | Roddare                            | Land         | Tid     | Noteringar |
| --------- | ---------------------------------- | ------------ | ------- | ---------- |
| 1         | Mindaugas Griškonis Saulius Ritter | Litauen      | 6.14,61 | FA         |
| 2         | Francesco Fossi Romano Battisti    | Italien      | 6.15,24 | FA         |
| 3         | Hugo Boucheron Matthieu Androdias  | Frankrike    | 6.16,15 | FA         |
| 4         | Marcel Hacker Stephan Krüger       | Tyskland     | 6.18,32 | FB         |
| 5         | Marko Marjanovic Andrija Sljukic   | Serbien      | 6.27,66 | FB         |
| 6         | Aleksandar Aleksandrov Boris Yotov | Azerbajdzjan | 6.37,49 | FB         |

### Finaler

#### Final B
| Placering | Roddare                            | Land         | Tid     | Noteringar |
| --------- | ---------------------------------- | ------------ | ------- | ---------- |
| 1         | David Watts Chris Morgan           | Australien   | 6.58,11 |            |
| 2         | Marcel Hacker Stephan Krüger       | Tyskland     | 6.58,86 |            |
| 3         | Georgi Bozhilov Kristian Vasilev   | Bulgarien    | 7.00,85 |            |
| 4         | Marko Marjanovic Andrija Sljukic   | Serbien      | 7.03,13 |            |
| 5         | Robbie Manson Chris Harris         | Nya Zeeland  | 7.06,80 |            |
| 6         | Aleksandar Aleksandrov Boris Yotov | Azerbajdzjan | 7.24,03 |            |

#### Final A
| Placering | Roddare                            | Land           | Tid     | Noteringar |
| --------- | ---------------------------------- | -------------- | ------- | ---------- |
| 1         | Martin Sinković Valent Sinković    | Kroatien       | 6.50,28 |            |
| 2         | Mindaugas Griškonis Saulius Ritter | Litauen        | 6.51,39 |            |
| 3         | Kjetil Borch Olaf Tufte            | Norge          | 6.53,25 |            |
| 4         | Francesco Fossi Romano Battisti    | Italien        | 6.57,10 |            |
| 5         | Jonathan Walton John Collins       | Storbritannien | 7.01,25 |            |
| 6         | Hugo Boucheron Matthieu Androdias  | Frankrike      | 7.02,06 |            |